# 天山回廊 ザ・シルクロード
『天山回廊 ザ・シルクロード』（てんざんかいろう ザ・シルクロード、原題：海市蜃楼 Mirage）は、1987年制作の中国・香港のアクション映画。
ツイ・シウミンは出演、監督、原案、脚本、スタント監修も兼ねている。

## あらすじ
1930年の天山北部では、ロシア革命の敗残兵達を中心とした盗賊団がシルクロードの隊商を襲い続けていた。
シルクロード沿いの村に住む写真家タンはある日、奥深い峡谷で蜃気楼の中に現われた美女の幻影を見る。
その美女に一目惚れしたタンは彼女を探し求めて、親友のマオ、ガイドのアネッタと共に旅に出る。
しかし、過酷な旅の末に探し当てたその美女ガーザ・ノヴァは盗賊団の女首領で、残忍な性格の女だった。
捕われの身となったタンは、マオとアネッタ、さらに彼らが助っ人として連れてきたウイグル族の軍団と共にガーザ・ノヴァ一味と激しい戦いを繰り広げる。

## キャスト
- タン：ユー・ロングァン（吹替：田中秀幸）
- マオ：ツイ・シウミン（吹替：石丸博也）
- ガーザ・ノヴァ：パサ・ロマーニ（吹替：小山茉美）
- アネッタ：コニー・クアン（吹替：島本須美）
- アネッタの父（吹替：名古屋章）
- ファン：ファン・タンユー（吹替：古谷徹）
- 将軍（吹替：小林勝彦）
- バルトク（吹替：幹本雄之）

吹替その他、嶋俊介、北村弘一、池田勝、小島敏彦、喜多川拓郎、牛山茂、稲葉実、山口健、佐々木優子、荒川太郎、中原茂、星野充昭、梁田清之
テレビ放送：1989年6月16日 日本テレビ「金曜ロードショー」